# Trị liệu tình dục
Trị liệu tình dục hay liệu pháp tình dục là một chiến lược để cải thiện chức năng tình dục và điều trị rối loạn chức năng tình dục. Điều này bao gồm các rối loạn chức năng tình dục như xuất tinh sớm hoặc xuất tinh chậm, rối loạn cương dương, thiếu hứng thú hoặc kích thích tình dục, và quan hệ tình dục đau đớn (vaginismus và dyspareunia). Nó bao gồm đối phó với vấn đề do quan tâm  tình dục lệch lạc (paraphilias), rối loạn định dạng giới và là người chuyển giới, ham muốn tình dục rất cao hoặc chứng cuồng dâm, sự thiếu tự tin tình dục, phục hồi từ cuộc tấn công tình dục, và các vấn đề tình dục trong quá trình lão hóa, bệnh tật, hoặc khuyết tật.

## Thực hành
Liệu pháp tình dục hiện đại thường tích hợp các kỹ thuật trị liệu tâm lý và y tế, như Viagra (sildenafil) để tăng phản ứng cương dương và Paxil (paroxetine) để điều trị xuất tinh sớm. Các nhà trị liệu tình dục hỗ trợ những người gặp vấn đề trong việc khắc phục chúng, bằng cách đó có thể lấy lại cuộc sống tình dục tích cực. Cách tiếp cận biến đổi để trị liệu tình dục nhằm mục đích hiểu các khía cạnh tâm lý, sinh học, dược lý, quan hệ và bối cảnh của các vấn đề tình dục.
Liệu pháp tình dục đòi hỏi đánh giá nghiêm ngặt bao gồm kiểm tra y tế và tâm lý. Lý do là rối loạn chức năng tình dục có thể có một cơ sở soma hoặc một cơ sở tâm sinh lý. Một ví dụ rõ ràng là rối loạn chức năng cương dương (đôi khi vẫn được gọi là "bất lực"), mà nguyên nhân có thể bao gồm, thứ nhất, các vấn đề về tuần hoàn và thứ hai là lo lắng về hiệu suất. Liệu pháp tình dục thường là ngắn hạn, với thời gian tùy thuộc vào nguyên nhân trị liệu.
Liệu pháp tình dục có thể được cung cấp bởi các nhà tâm lý học hoặc bác sĩ được cấp phép, những người đã trải qua đào tạo và được chứng nhận. Tại Hoa Kỳ, Hiệp hội các nhà giáo dục, cố vấn và trị liệu tình dục Hoa Kỳ (AASECT) giám sát đào tạo lâm sàng cho một người hành nghề sức khỏe tình dục để trở thành một nhà trị liệu tình dục được chứng nhận (CST). Bất kỳ tư vấn sức khỏe tâm thần được cấp phép có thể thực hành liệu pháp tình dục.
Liệu pháp tình dục khác biệt với thay thế tình dục. Trong khi các nhà trị liệu tình dục thảo luận và hướng dẫn khách hàng các bài tập dựa trên giới tính được thực hiện tại nhà giữa các buổi, người thay thế tình dục tham gia vào các bài tập với khách hàng của họ như một phần giúp họ luyện tập và phát triển các kỹ năng được cải thiện. Các nhà trị liệu và người thay thế đôi khi hợp tác trong các trường hợp. Các nhà trị liệu tình dục được chứng nhận sẽ không có quan hệ tình dục với khách hàng của họ.